# Rhene cancer
Rhene cancer là một loài nhện trong họ Salticidae.
Loài này thuộc chi Rhene. Rhene cancer được Wanda Wesołowska & Cumming miêu tả năm 2008.